# NGC 3292-1
NGC 3292-1 في الفهرس العام الجديد، هي مجرة، تقع في كوكبة السدس. اكتشفت في 16 أبريل 1887 بواسطة لويس سويفت.

## روابط خارجية
- NGC 3292-1 على موقع ويكي سكاي: DSS2, SDSS, GALEX, IRAS, Hydrogen α, X-Ray, Astrophoto, Sky Map, Articles and images